# فان كيلي
فـان كيلي (بالإنجليزية: Van Kelly)‏ هو لاعب كرة قاعدة أمريكي، ولد في 18 مارس 1946 في تشارلوت في الولايات المتحدة.

## وصلات خارجية
- فـان كيلي على موقعبيزبول رفرنس.كوم (الدوري الرئيسي) (الإنجليزية)
- فـان كيلي على موقعبيزبول رفرنس.كوم (الدوري الثانوي) (الإنجليزية)
- فـان كيلي على موقع مشجعي الرسوم البيانية (الإنجليزية)